# (33027) Brouillac
(33027) Brouillac est un astéroïde de la ceinture principale.

## Description
(33027) Brouillac est un astéroïde de la ceinture principale. Il fut découvert le 23 août 1997 à Castres par Alain Klotz. Il présente une orbite caractérisée par un demi-grand axe de 2,30 UA, une excentricité de 0,23 et une inclinaison de 6,2° par rapport à l'écliptique.

## Compléments